# Myles Erlick
Myles Erlick (Burlington, Ontario; 27 de julio de 1998) es un bailarín y actor canadiense. Conocido especialmente por hacer el papel de Noah en la serie The Next Step.

## Biografía
Myles Erlick nació el 27 de julio de 1998 en Burlington, Canadá. Debutó en televisión en un episodio de Flashpoint, pero su éxito no llegaría hasta que le ficharon en 2013 para interpretar a Noah en la serie The Next Step. Ha participado en 2 cortometrajes: Sing Along y We Are Not Here.

## Vida personal
Myles Erlick tiene un hermano mayor, Tyson, y uno menor, Kingsley.

## Filmografía

### Televisión
| Año       | Título                   | Papel    | Notas                        |
| --------- | ------------------------ | -------- | ---------------------------- |
| 2011      | The Marilyn Denis Show   | Él mismo | Temporada 1, programa 37     |
| 2011      | Flashpoint               | Chico    | Episodio: Thicker Than Blood |
| 2012      | The Ellen DeGeneres Show | Él mismo | Programa: 21 de septiembre   |
| 2013-2025 | The Next Step            | Noah     | 64 episodios                 |

### Cine
| Año  | Título                        | Papel               | Notas                                |
| ---- | ----------------------------- | ------------------- | ------------------------------------ |
| 2013 | Sing Along                    | Stephen             | Cortometraje                         |
| 2013 | We Are Not Here               | El chico            | Cortometraje                         |
| 2015 | The Next Step Live: The Movie | Él mismo            | Documental de la serie The Next Step |
| 2020 | West Side Story               | Miembro de los Jets | Largometraje                         |